# Mycetophila filiae
Mycetophila filiae är en tvåvingeart som beskrevs av Zaitzev 1998. Mycetophila filiae ingår i släktet Mycetophila och familjen svampmyggor. Inga underarter finns listade i Catalogue of Life.